# Indianapolis 500 in 1985
De 69e Indianapolis 500 werd gereden op zondag 26 mei 1985 op de Indianapolis Motor Speedway. Penske Racing coureur Danny Sullivan won de race. Arie Luyendyk reed de Indy 500 voor de eerste keer en won de trofee "Indianapolis 500 Rookie of the year".

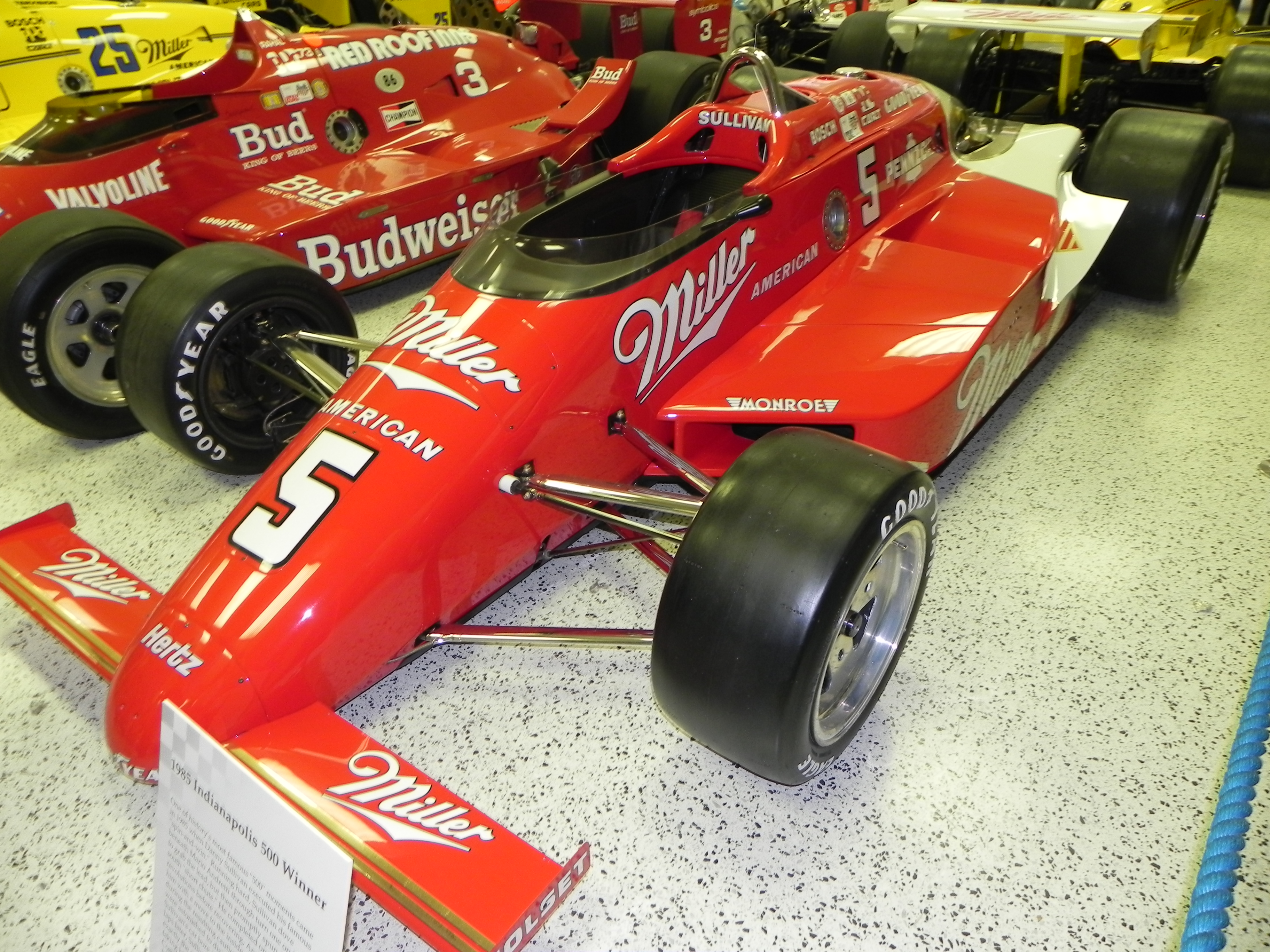
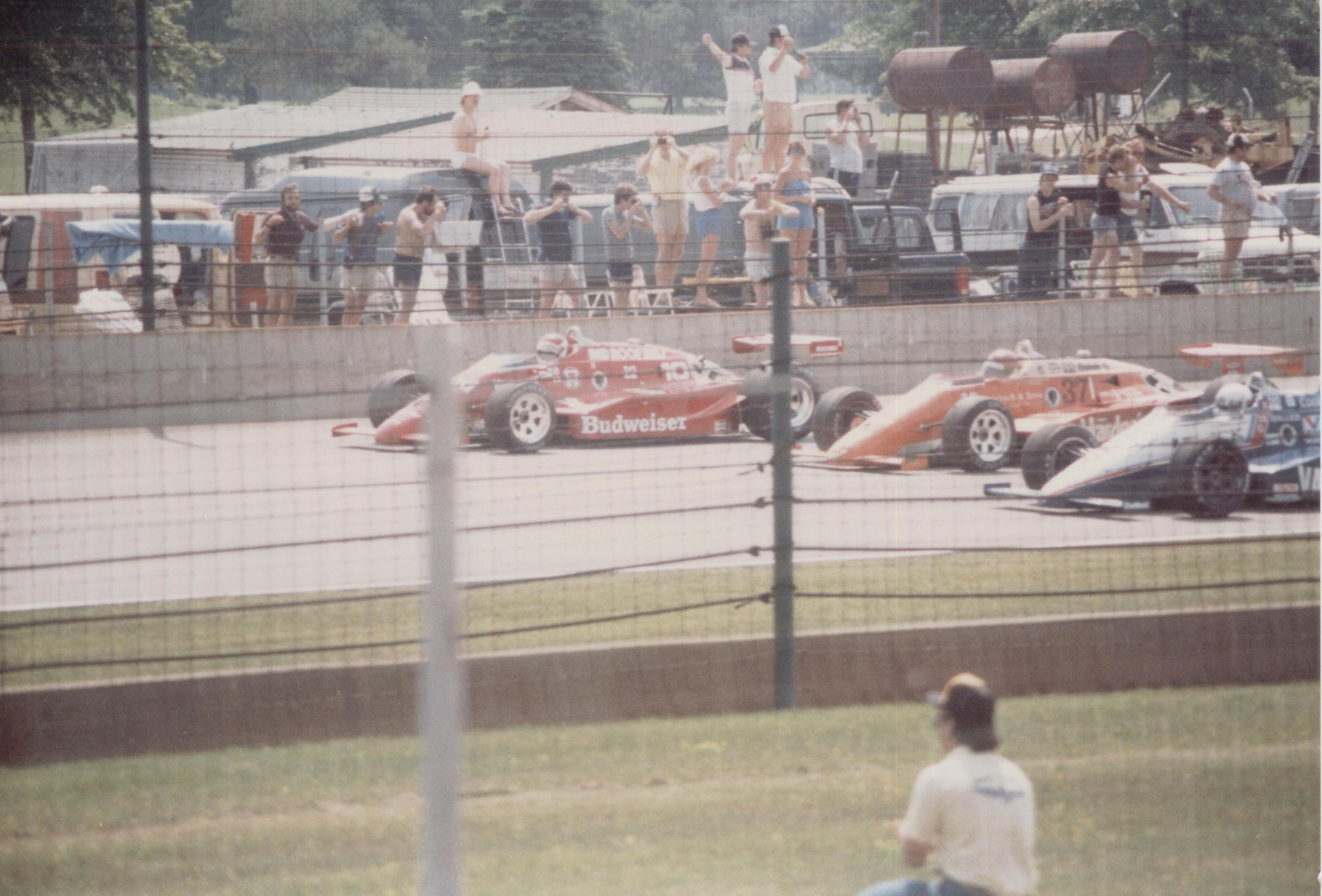
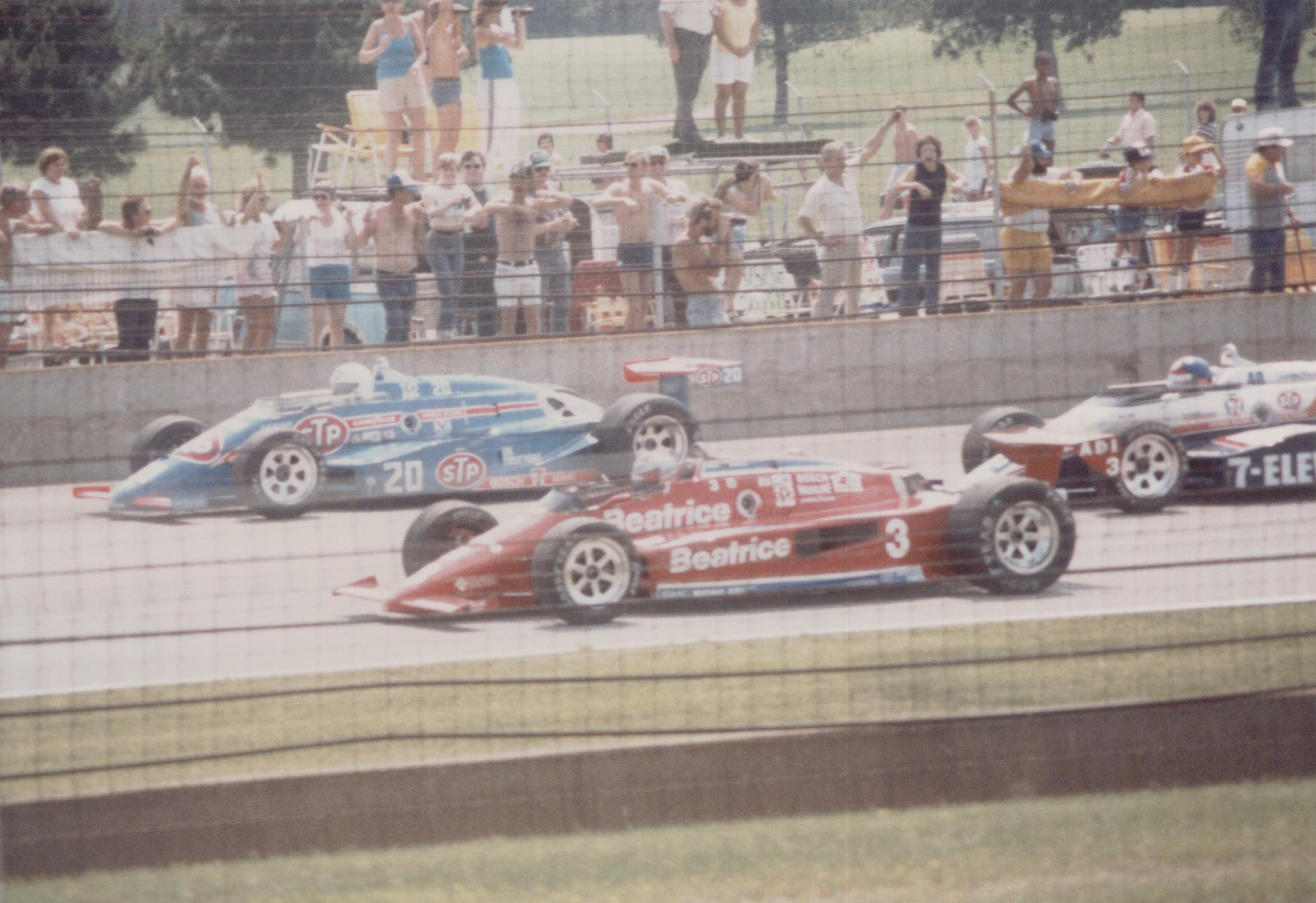
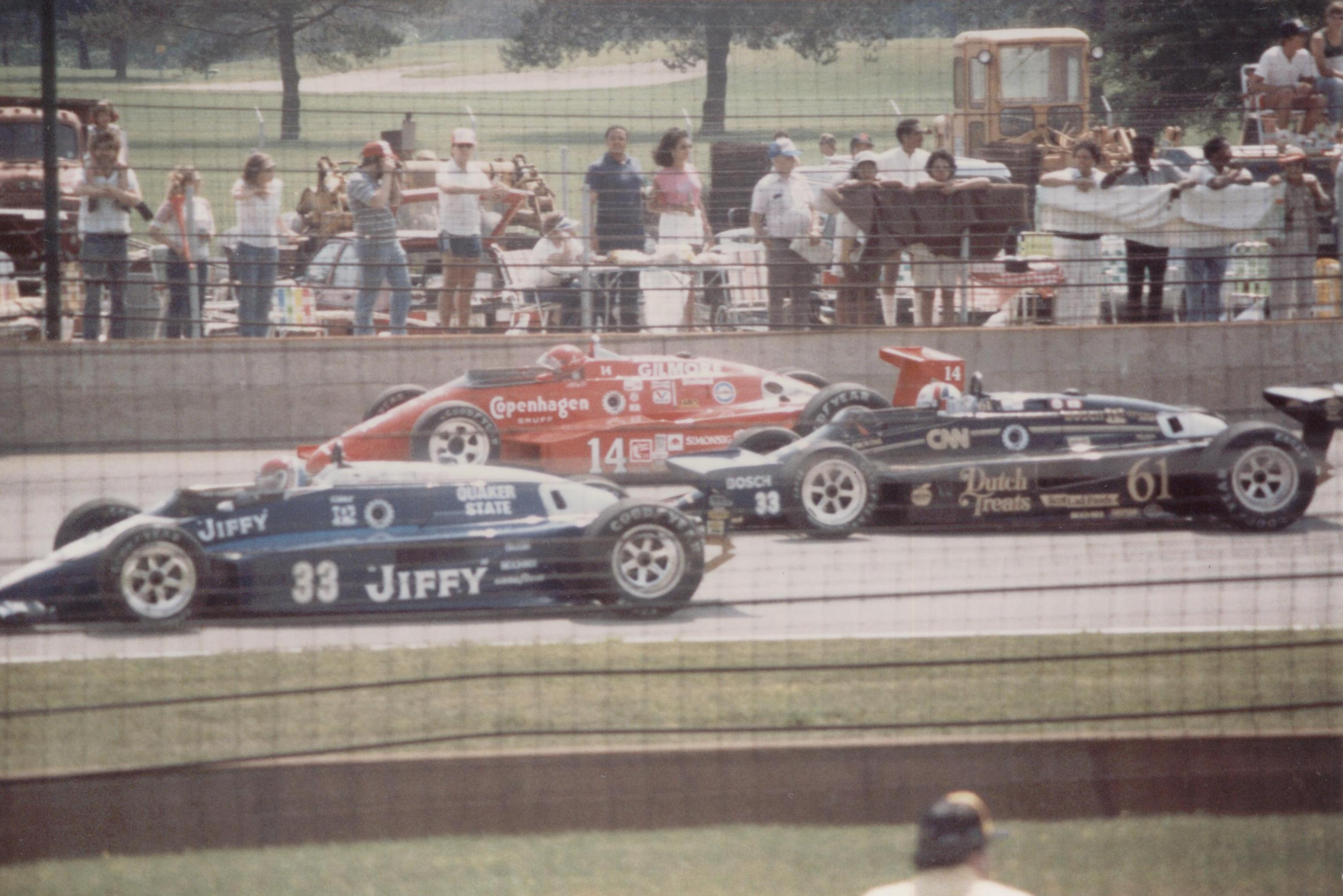

## Startgrid
| Rij | Binnen           | Midden                | Buiten            |
| --- | ---------------- | --------------------- | ----------------- |
| 1   | Pancho Carter    | Scott Brayton         | Bobby Rahal       |
| 2   | Mario Andretti   | Emerson Fittipaldi    | Don Whittington   |
| 3   | Al Unser         | Danny Sullivan        | Geoff Brabham     |
| 4   | Rick Mears       | Al Unser Jr.          | Bill Whittington  |
| 5   | Tom Sneva        | Dick Simon            | Michael Andretti  |
| 6   | Roberto Guerrero | Danny Ongais          | Josele Garza      |
| 7   | Howdy Holmes     | Arie Luyendyk         | A.J. Foyt         |
| 8   | Ed Pimm          | Raul Boesel           | John Paul Jr.     |
| 9   | Chip Ganassi     | Johnny Parsons        | Jim Crawford      |
| 10  | George Snider    | Tony Bettenhausen Jr. | Johnny Rutherford |
| 11  | Derek Daly       | Kevin Cogan           | Rich Vogler       |

## Race
| #                                                                            | Coureur               | Auto            | Ronden | Opgave     |
| ---------------------------------------------------------------------------- | --------------------- | --------------- | ------ | ---------- |
| 1                                                                            | Danny Sullivan        | March-Cosworth  | 200    |            |
| 2                                                                            | Mario Andretti        | Lola-Cosworth   | 200    |            |
| 3                                                                            | Roberto Guerrero      | March-Cosworth  | 200    |            |
| 4                                                                            | Al Unser              | March-Cosworth  | 199    |            |
| 5                                                                            | Johnny Parsons        | March-Cosworth  | 198    |            |
| 6                                                                            | Johnny Rutherford     | March-Cosworth  | 198    |            |
| 7                                                                            | Arie Luyendyk (R)     | Lola-Cosworth   | 198    |            |
| 8                                                                            | Michael Andretti      | March-Cosworth  | 196    |            |
| 9                                                                            | Ed Pimm (R)           | Eagle-Cosworth  | 195    |            |
| 10                                                                           | Howdy Holmes          | Lola-Cosworth   | 194    |            |
| 11                                                                           | Kevin Cogan           | March-Cosworth  | 191    |            |
| 12                                                                           | Derek Daly            | Lola-Cosworth   | 189    |            |
| 13                                                                           | Emerson Fittipaldi    | March-Cosworth  | 188    | Mechanisch |
| 14                                                                           | Bill Whittington      | March-Cosworth  | 183    | Ongeval    |
| 15                                                                           | John Paul Jr. (R)     | March-Cosworth  | 164    | Ongeval    |
| 16                                                                           | Jim Crawford (R)      | Lola-Cosworth   | 142    | Mechanisch |
| 17                                                                           | Danny Ongais          | March-Cosworth  | 141    | Mechanisch |
| 18                                                                           | Raul Boesel (R)       | March-Cosworth  | 134    | Mechanisch |
| 19                                                                           | Geoff Brabham         | March-Cosworth  | 130    | Mechanisch |
| 20                                                                           | Tom Sneva             | Eagle-Cosworth  | 123    | Ongeval    |
| 21                                                                           | Rick Mears            | March-Cosworth  | 122    | Mechanisch |
| 22                                                                           | Chip Ganassi          | March-Cosworth  | 121    | Mechanisch |
| 23                                                                           | Rich Vogler (R)       | March-Cosworth  | 119    | Ongeval    |
| 24                                                                           | Don Whittington       | March-Cosworth  | 97     | Mechanisch |
| 25                                                                           | Al Unser Jr.          | Lola-Cosworth   | 91     | Mechanisch |
| 26                                                                           | Dick Simon            | March-Cosworth  | 86     | Mechanisch |
| 27                                                                           | Bobby Rahal           | March-Cosworth  | 84     | Mechanisch |
| 28                                                                           | A.J. Foyt             | March-Cosworth  | 62     | Mechanisch |
| 29                                                                           | Tony Bettenhausen Jr. | Lola-Cosworth   | 31     | Mechanisch |
| 30                                                                           | Scott Brayton         | March-Buick     | 19     | Mechanisch |
| 31                                                                           | Josele Garza          | March-Cosworth  | 15     | Mechanisch |
| 32                                                                           | George Snider         | March-Chevrolet | 13     | Mechanisch |
| 33                                                                           | Pancho Carter         | March-Buick     | 6      | Mechanisch |
| Gemiddelde snelheid : 246,201 km/h - Snelste Ronde : Rick Mears, 329,81 km/h |                       |                 |        |            |
| Aantal neutralisaties : 8 (41 van de 200 ronden in totaal)                   |                       |                 |        |            |